# Marpo Ri
Marpo Ri (pol. Czerwone lub Rude Wzgórze) − wzgórze o wysokości 3700 m n.p.m. w Lhasie, w Tybetańskim Regionie Autonomicznym Chińskiej Republiki Ludowej; zwieńczone kompleksem pałacowym Potala.